# Пьеве-ди-Теко
Пьеве-ди-Теко (итал. Pieve di Teco) — коммуна в Италии, располагается в регионе Лигурия, в провинции Империя.
Население составляет 1421 человек (2008 г.), плотность населения составляет 35 чел./км². Занимает площадь 41 км². Почтовый индекс — 18026. Телефонный код — 0183.
Покровителем коммуны почитается святой Себастьян, празднование 20 января.

## Демография
Динамика населения:

## Города-побратимы
- Баньоль-ан-Форе, Франция (1990)

## Администрация коммуны
- Официальный сайт: